# Åke Strömmer
Åke Per-Erik Strömmer, född 10 juni 1936 i Härnösand, död 22 februari 2005 i Borlänge, var en svensk sportjournalist.

## Biografi

### Radiokarriär
Strömmer anställdes vid Sveriges Radio 1958. Åke Strömmer kom fem år senare till Radiosporten, och han blev med tiden en stilbildare inom sportjournalistiken. Han medverkade bland annat i Radiosporten, På minuten, Midnight Hour med Flipp eller flopp och Minnesmästarna samt var även programledare för Svensktoppen en kort tid 1978. 
Det var som snabbpratande radioreferent han blev mest känd. Simmaren Gunnar Larssons tusendelsstrid vid Olympiska spelen i München 1972, längdskidåkaren Thomas Wassbergs hundradelsstrid mot Juha Mieto vid Olympiska vinterspelen 1980 i Lake Placid och hinderlöparen Anders Gärderuds upploppsstrid vid Olympiska sommarspelen 1976 i Montréal 1976 kompletterades med minnesvärda radioreferat av Åke Strömmer. Under många år fram till pensioneringen var Strömmer Radiosportens krönikör, med en fast programtid varje måndag.
Åke Strömmer var en av de mest uppmärksammade svenska sportjournalisterna i radio/TV i generationen efter Lennart Hyland. Han var den som på allvar tog in bisittare i radions sportsändningar, som ett komplement till referatet. En av dessa var tidigare längdskidåkaren Assar Rönnlund som tillsammans med Strömmer bildade ett kommentatorspar från längdåkningssändningarna i radio.
Strömmer var åren 1974–1978 chef för Radiosporten. Därefter var han främst knuten till Sveriges Radios Faluredaktion.

### TV och film
Efter pensioneringen från Radiosporten 1996 arbetade han som frilans för TV4, där han kommenterade ett par stora mästerskap i friidrott tillsammans med parhästen från radion A Lennart Julin. Han arbetade också åt Sveriges Television och deras digitala sändningar Olympiska sommarspelen 2000 i Sydney, där han också kommenterade friidrott.
Vid sidan av radion medverkade han i TV och i film som reporter i Åsa-Nisse i rekordform.

### Övriga aktiviteter
Strömmer samarbetade med Peter Flack genom att skriva sketcher till Flacks revyer. Åren 1984–1987 var han chef för Folkets Hus i Borlänge.
Han har också skrivit texter till flera svensktoppsmelodier, bland annat "Du som bara har sett vårar" som sjöngs in av Doris Svensson och "Hörru Rut" framfört av dansbandet Jigs och "Gitarzan" som sjöngs in av Jerry Williams. Trots att han hejade på Djurgårdens IF skrev han texten till Hammarby IF:s kampsång "Bajen va namnet", byggd på melodin "Blue is the Colour" som är den engelska fotbollsklubbens Chelsea FC:s kampsång.
Åke Strömmer är gravsatt i minneslunden på Stora Tuna kyrkogård.

## Utmärkelser
Strömmer tilldelades Stora Journalistpriset 1980.